# Tour de Constance
La tour de Constance est une fortification située dans la ville close d'Aigues-Mortes, dans le département du Gard, en région Occitanie, en France. La terrasse sommitale est surmontée d'une tourelle de guet qui, du XIIIe au XVIe siècle, servait de phare.

## Historique

### Construction pour la septième croisade
Jusque dans les années 1200, le lieu était une plaine littorale instable et insalubre où on trouvait de nombreux étangs dont certains étaient salés entre deux foyers commerciaux importants, Montpellier et Saint-Gilles-du-Gard. Progressivement, l'abbaye de Psalmody a acquis des terres et les a mises en valeur. Les Templiers implantés à Saint-Gilles avaient établi un mole sur le petit bras du Rhône à Albaron.
La Tour de Constance est érigée à partir de 1242 à Aigues-Mortes, par Saint Louis, sur l'ancien emplacement de la Tour Matafère, construite par Charlemagne vers 790, pour abriter la garnison du roi. Cette construction entre dans le cadre de la transformation d'Aigues-Mortes en un point stratégique avec un port ouvrant sur la Méditerranée. En effet, à cette époque, Marseille appartient à  Charles Ier de Sicile, roi de Naples, Agde au Comte de Toulouse et Montpellier au roi d'Aragon.
Les travaux se terminent en 1254. Par deux fois, Aigues-Mortes fut le port de départ de Louis IX  pour les Croisades : la septième croisade en 1248 et la huitième croisade en 1270 pour Tunis.

### Utilisation comme prison

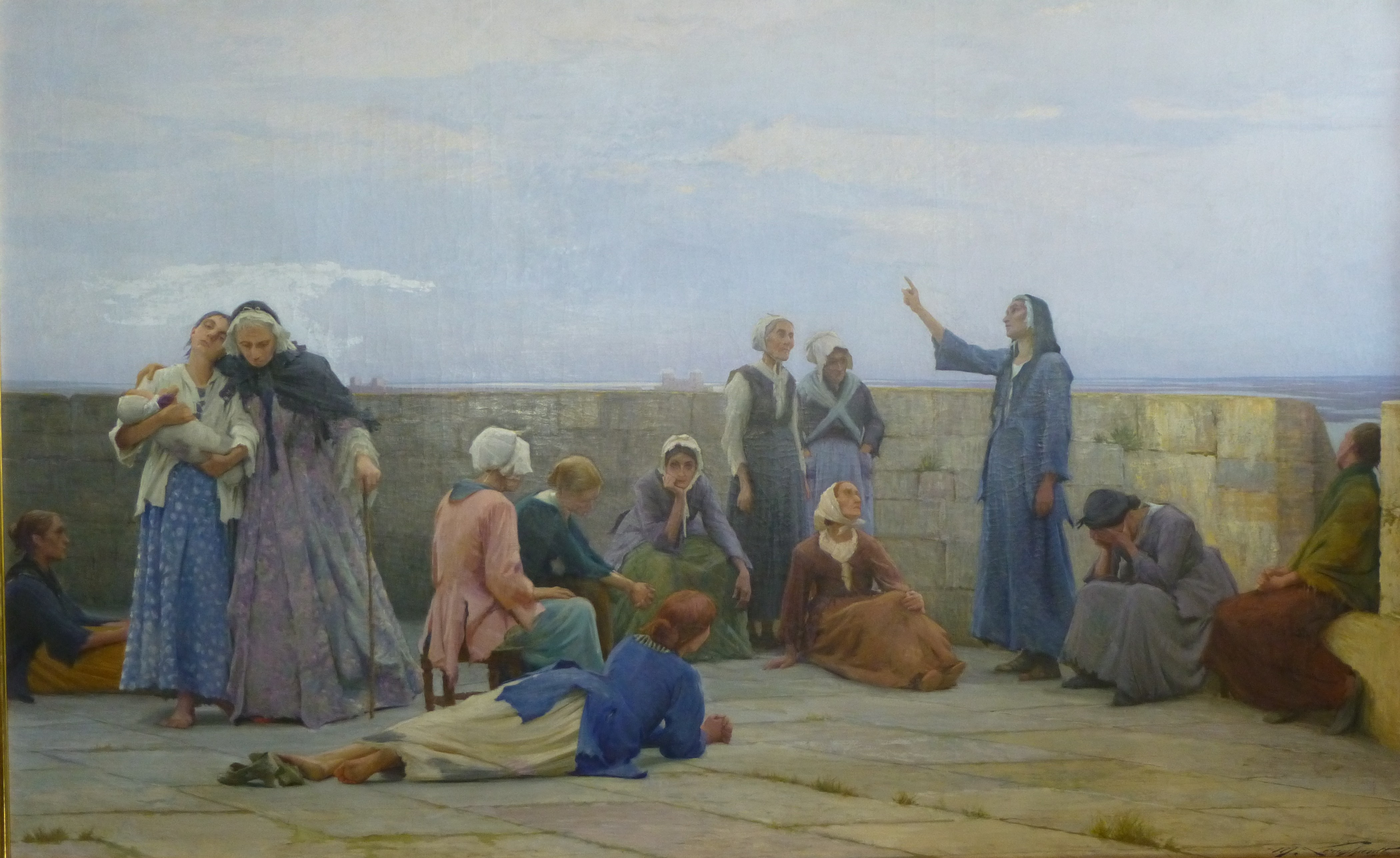
Prisonnières huguenotes à la Tour de Constance, par Michel Maximilien Leenhardt

Au début du XIVe siècle, Philippe le Bel utilisa le site fortifié pour y incarcérer les Templiers. Entre le 8 et le 11 novembre 1307, quarante-cinq d'entre eux furent mis à la question, reconnus coupables et retenus prisonniers dans la Tour de Constance.   
Après la révocation de l'Édit de Nantes, le protestantisme fut interdit dans le Languedoc comme dans le reste de la France, et la tour de Constance servit de prison pour les femmes « hérétiques », dont la plus connue est Marie Durand, sœur d'un pasteur clandestin, détenue à l'âge de 19 ans et  libérée seulement  38 ans plus tard, grâce aux efforts de M. de Canetta, lieutenant du roi à Aigues-Mortes, et du prince de Beauvau, gouverneur du Languedoc. 
La tour fut ensuite utilisée comme maison de force pour les femmes condamnées en Languedoc. Marie-Jeanne Vallet y fut enfermée en 1779 pendant 3 années.

## Protection
La tour de Constance est classée au titre des monuments historiques le 1er décembre 1903.

## Description
La tour, véritable donjon forteresse, a un diamètre de 22 m. Sa hauteur  sur la terrasse atteint 32 m en ajoutant logiquement son important soubassement. La tourelle de guet mesure environ 11 m. Cette dernière est surmontée d'une cage de fer, exceptionnel ouvrage de ferronnerie du milieu de la fin du XIIIe siècle. C'est ici que des feux étaient allumés. La dernière partie de l'élévation se compose d'une couverture en fer et zinc de forme conique que couronne, à près de 50 m de hauteur, une grande girouette.  L'épaisseur des murs, à la base, construite en fruit  sur pieux de bois pour garantir une meilleure assise, est de 6 m et elle est ceinte par une douve. Il est important de noter que la tour est ainsi totalement isolée du reste des fortifications de la ville, son seul accès, à l'origine, étant un pont levis, garantissant ainsi un espace de retranchement en cas de prise de la cité.  Au rez-de-chaussée, on trouve la salle des gardes, avec son accès protégé par une herse. Au centre de la pièce, une ouverture circulaire permet d'accéder aux sous-sols qui servaient de garde-manger, de réserve à munitions et aussi de cachots. Ce lieu s'appelle les « culs-de-basse-fosse ». Les deux salles principales atteignent 12 m de hauteur et sont couvertes d'une spectaculaire coupole divisée en 12 quartiers qui reposent sur de fines colonnettes (style gothique). 
Au premier étage, on accède à la salle des chevaliers. Elle ressemble, par sa structure, à la salle des gardes. C'est dans cette salle que furent emprisonnées au XVIIIe siècle des protestantes dont la plus connue est Marie Durand. On lui attribue la gravure sur la margelle du puits le mot REGISTER (résister). Ce mot est toujours visible de nos jours. 
Entre ces deux salles, un étroit chemin de ronde est construit dans l'épaisseur du mur pour surveiller la salle basse.
Après la salle des chevaliers, on accède à la terrasse qui offre un large panorama sur la région, représentant ainsi un poste de surveillance idéal. Les prisonnières y sont quelquefois autorisées à venir respirer l'air pur.
Sur la terrasse se dresse la tourelle, ancien phare qui guidait et surveillait les bateaux.
La tour est reliée au logis, lui-même fortifié, par un pont à trois arches.
La tour de Constance fait l'objet d'un classement au titre des Monuments historiques depuis 1903.

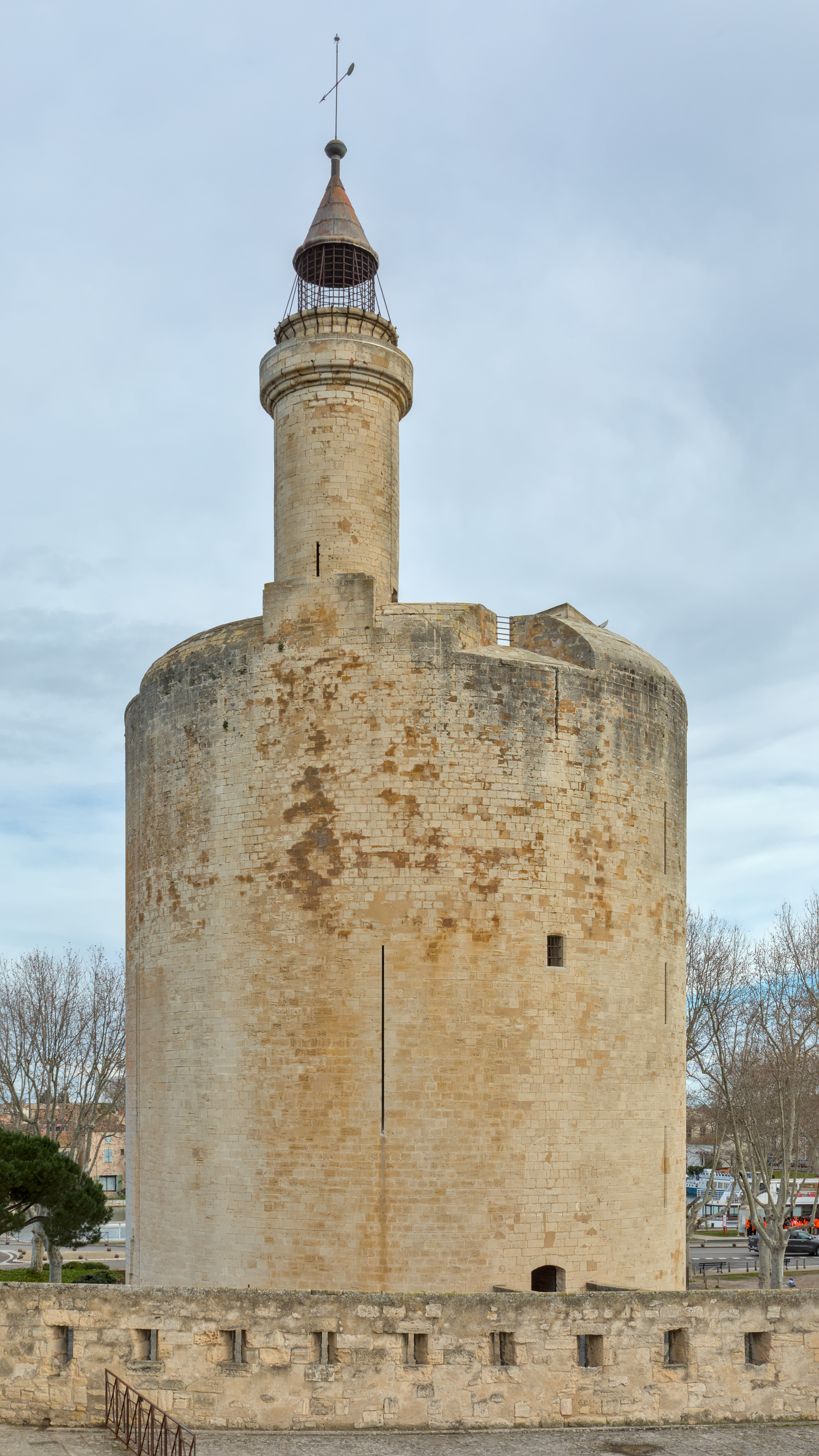
La tour.
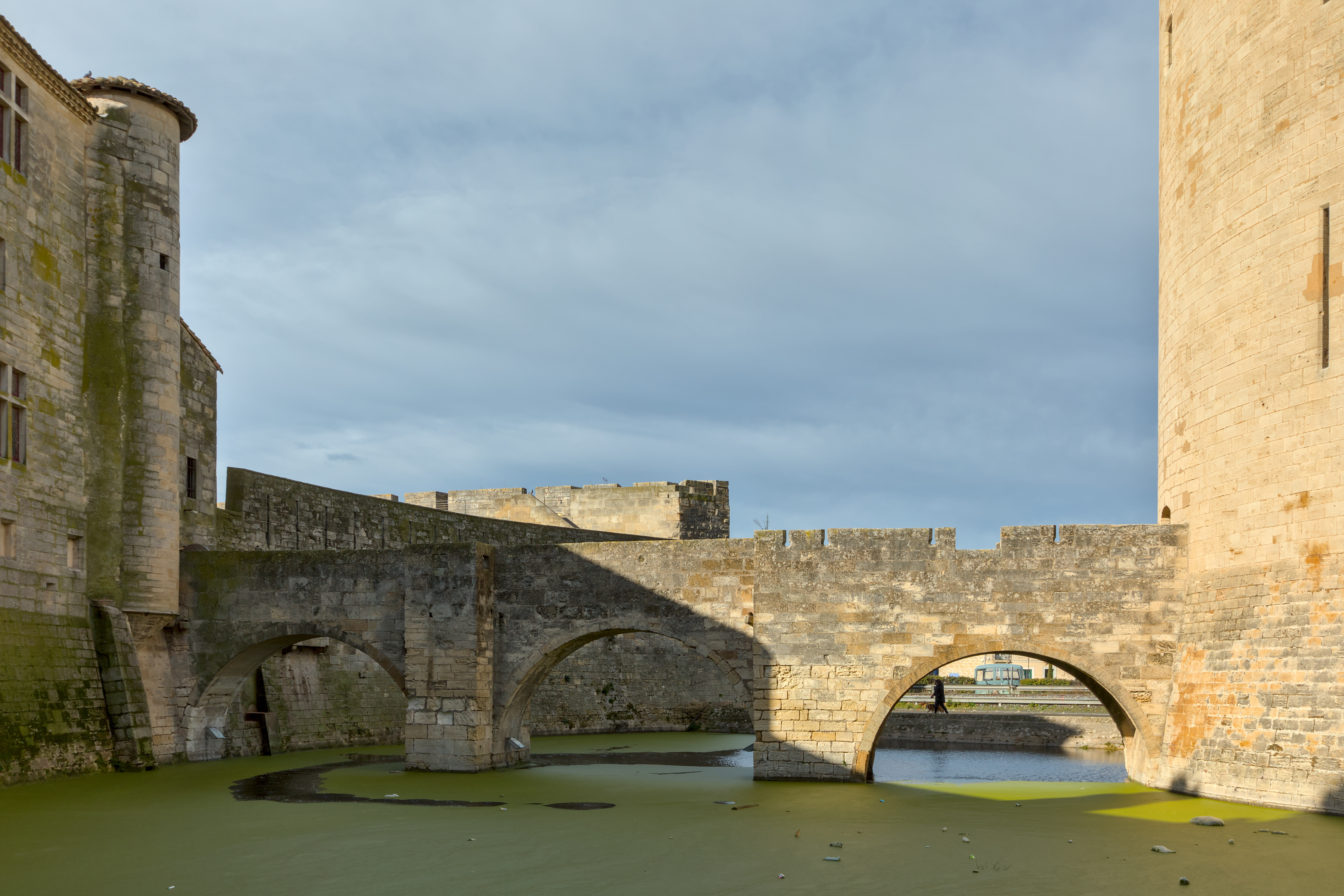
Le pont donnant accès à la tour.
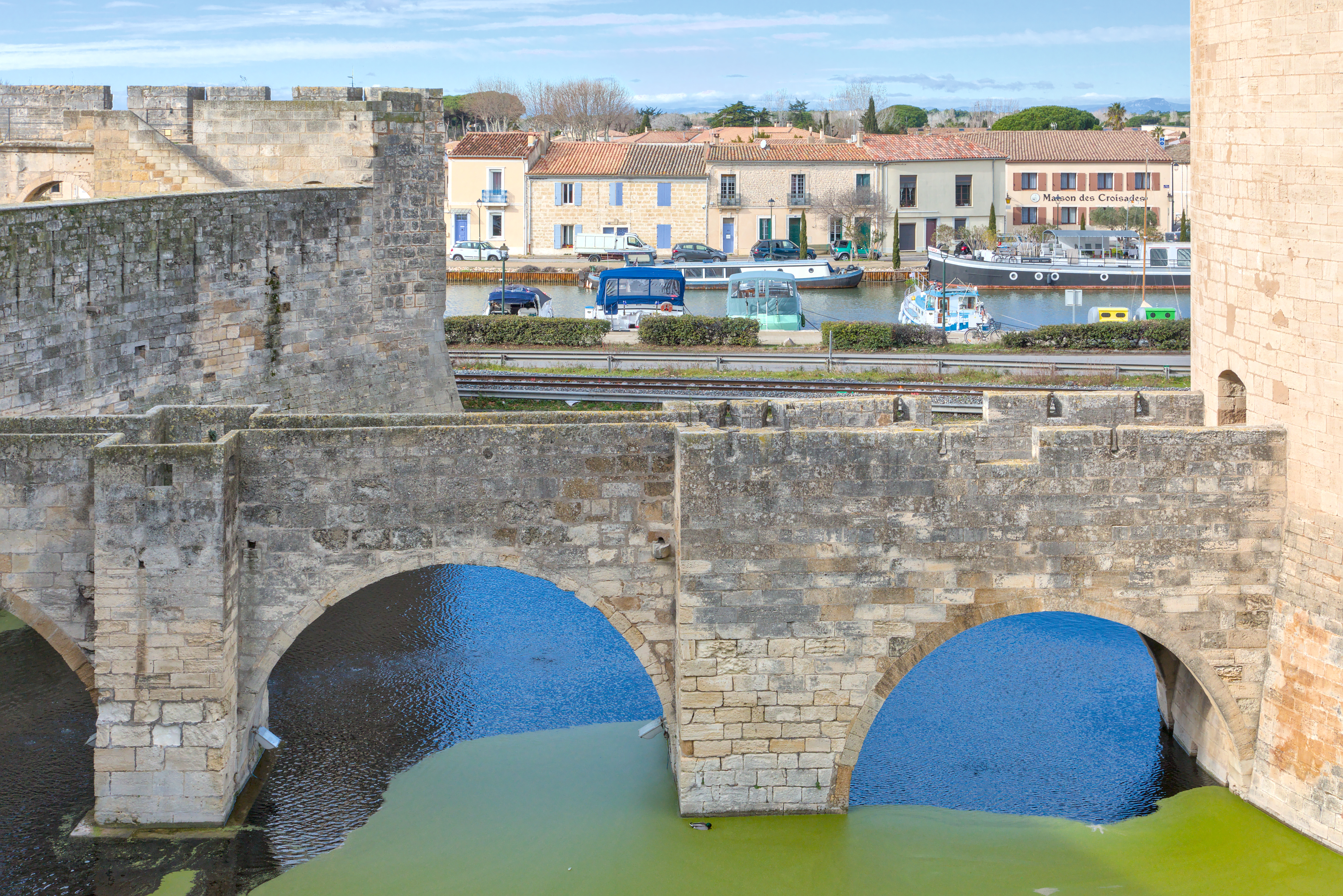
Le pont donnant accès à la tour.
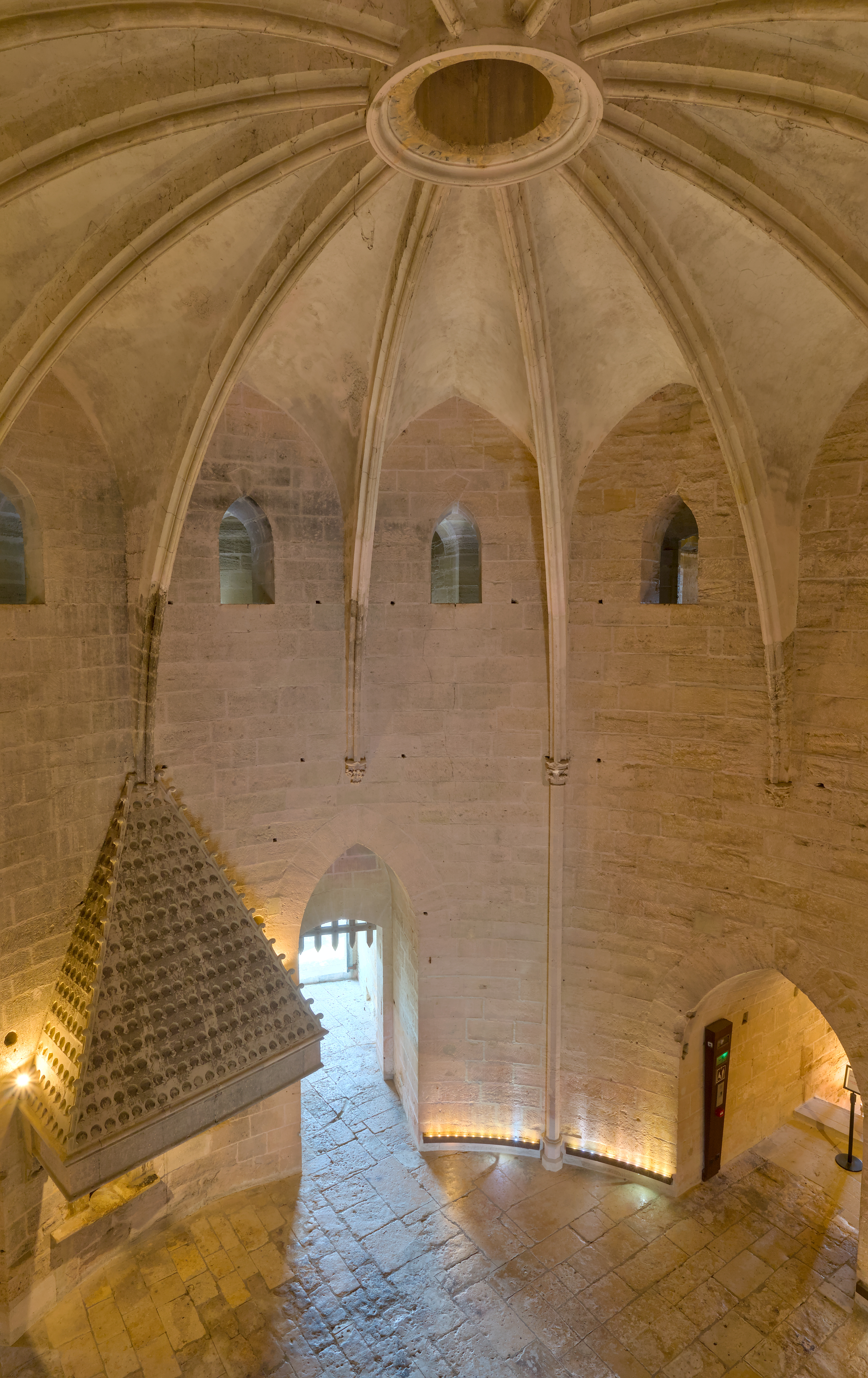
La salle du rez-de-chaussée.
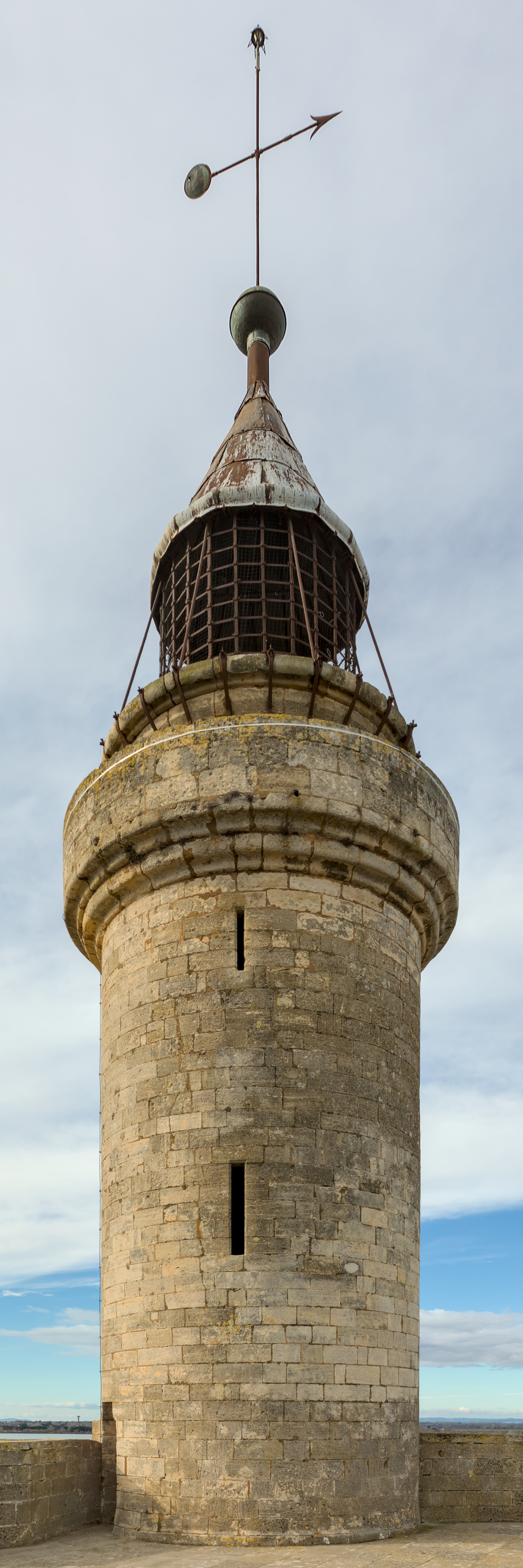
La tourelle située sur la terrasse.
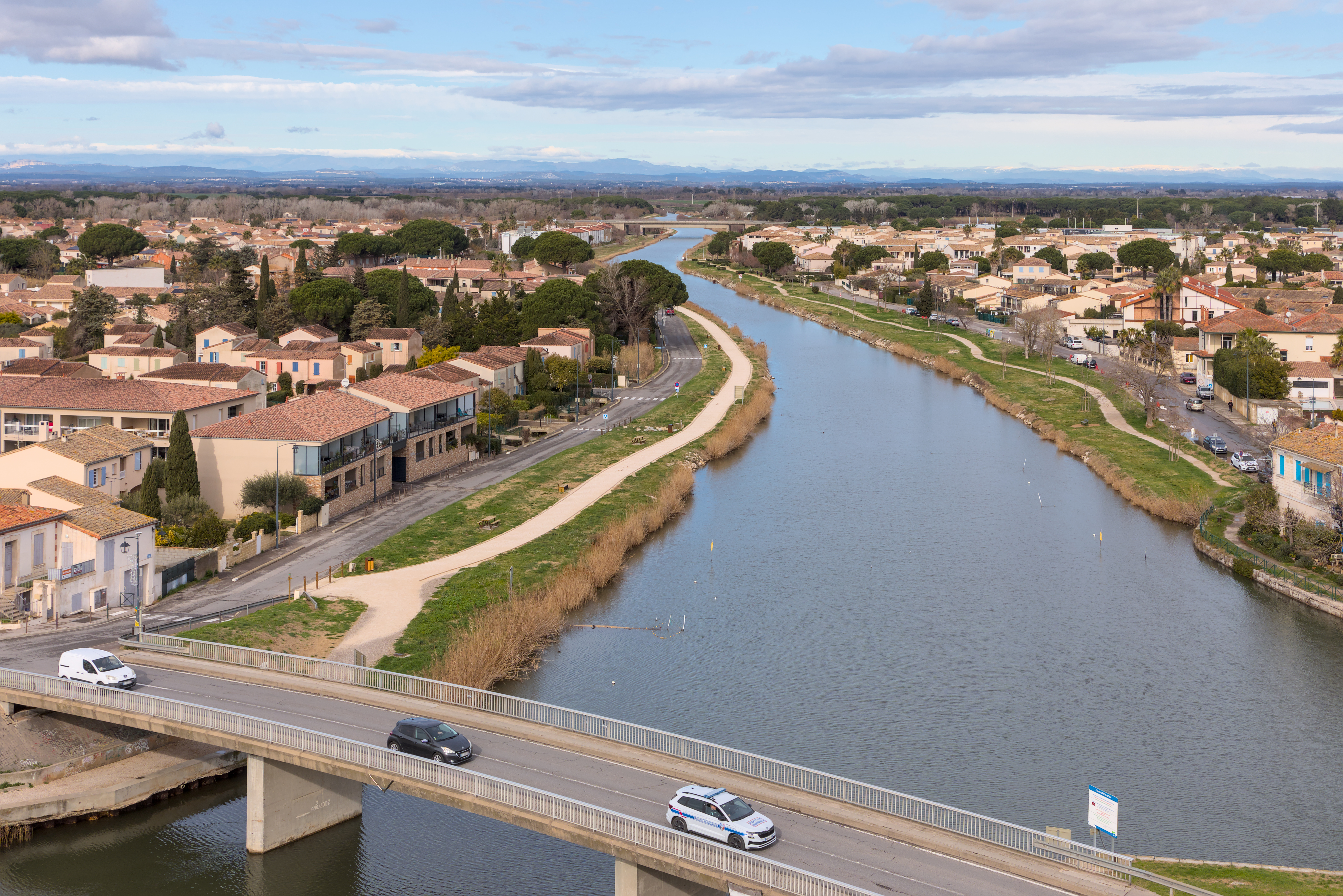
Vue depuis la tour.
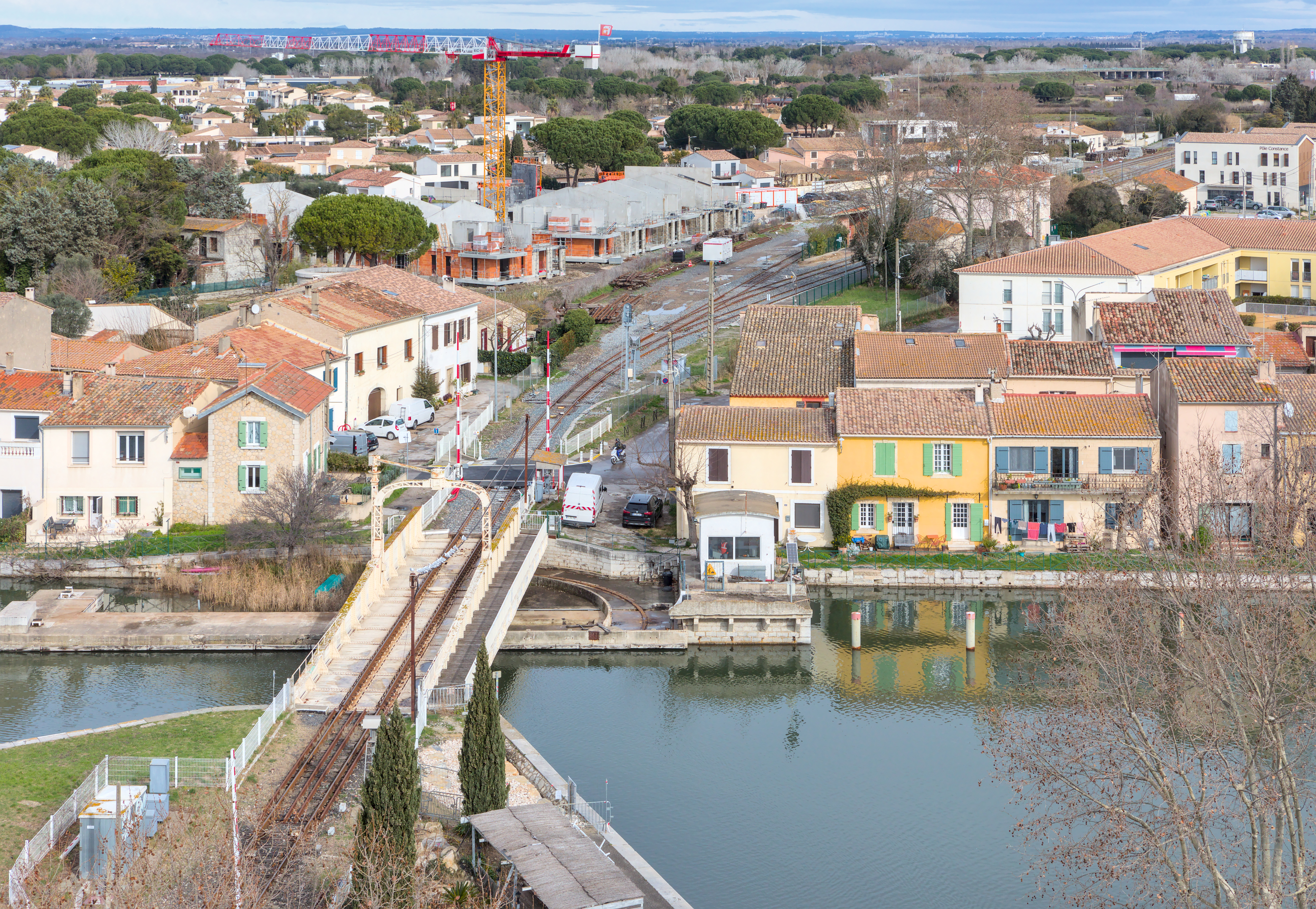
Vue depuis la tour.
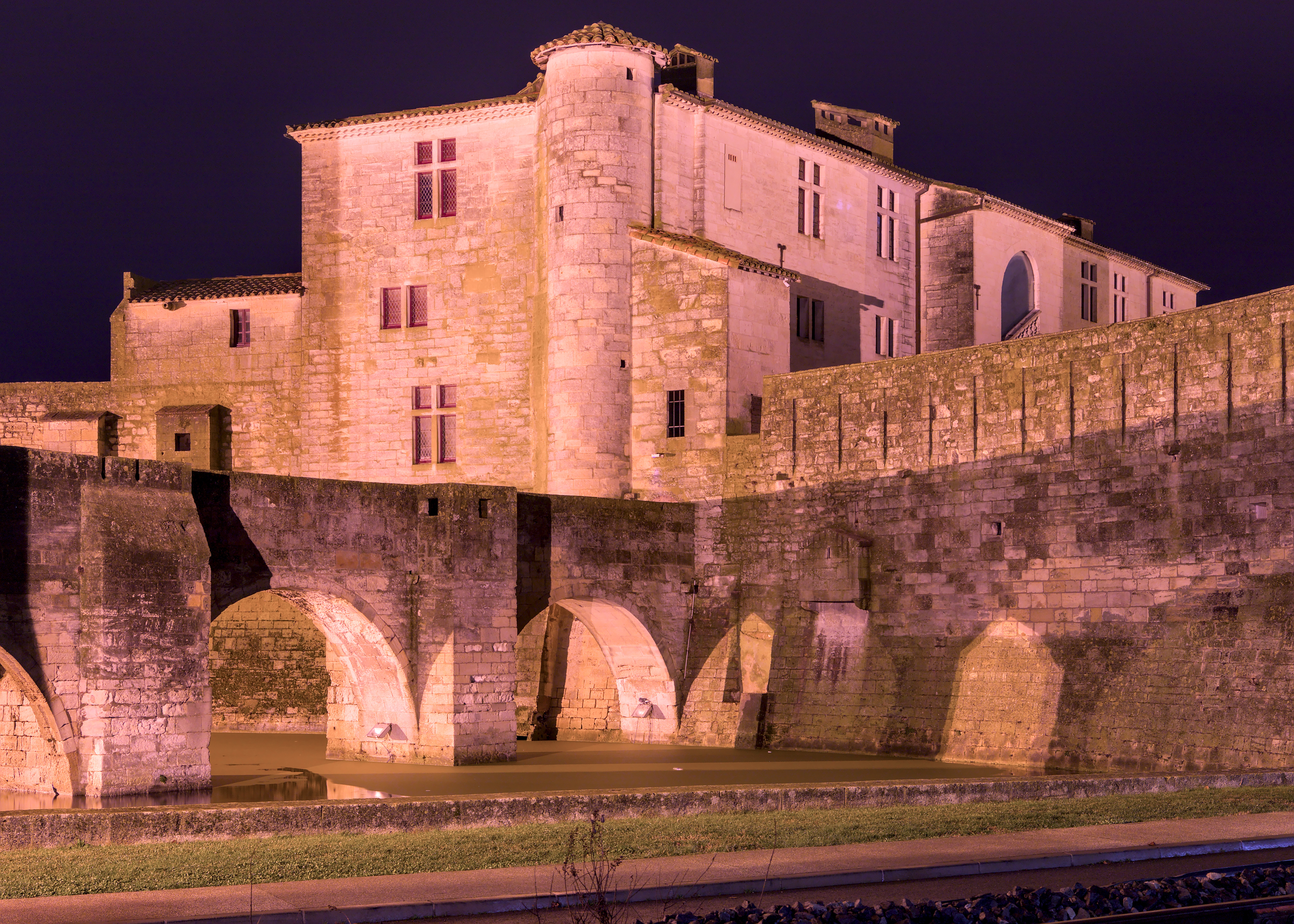
Le pont et le logis du Gouverneur, de nuit.
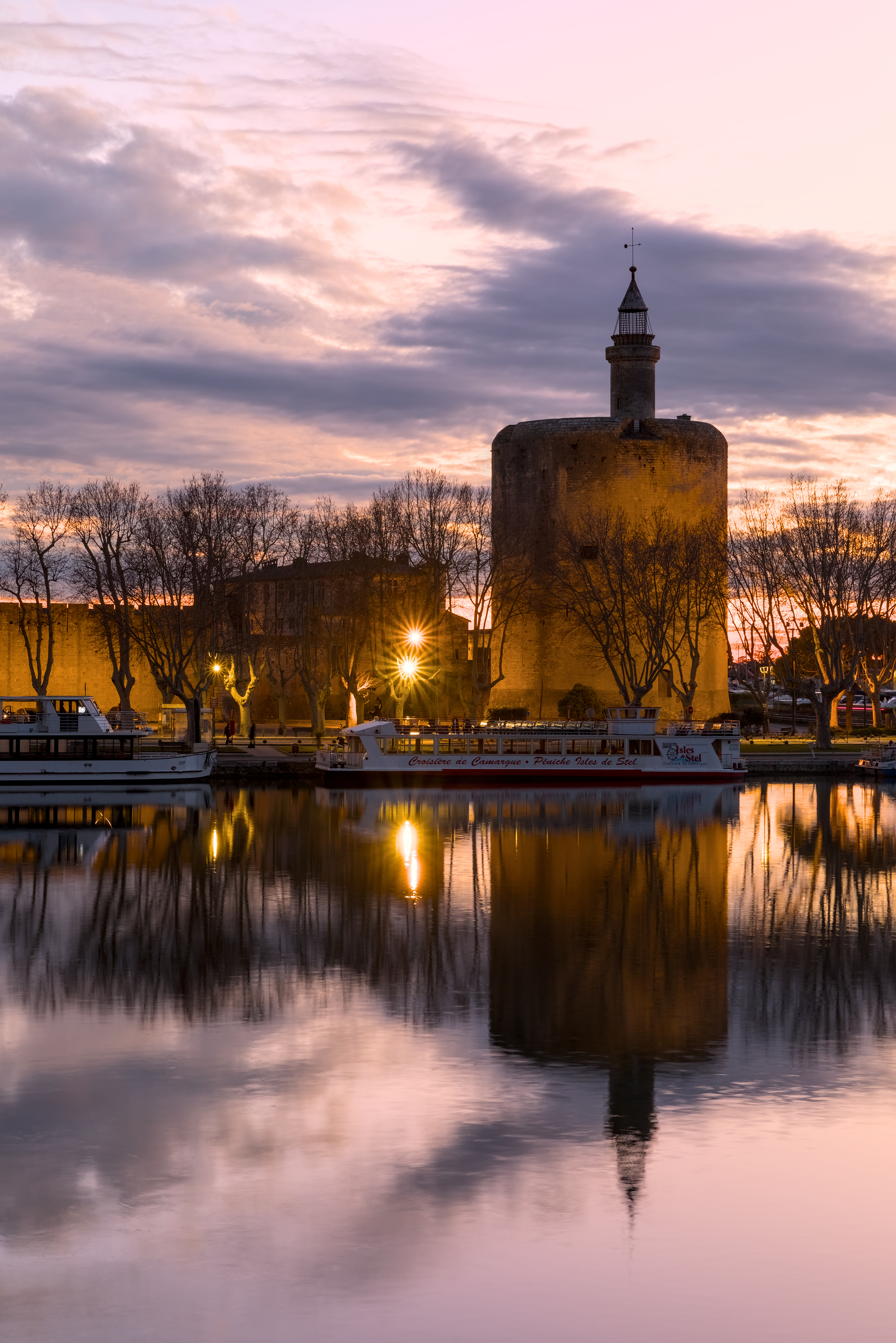
La tour se reflétant dans le canal du Rhône à Sète au coucher du soleil.
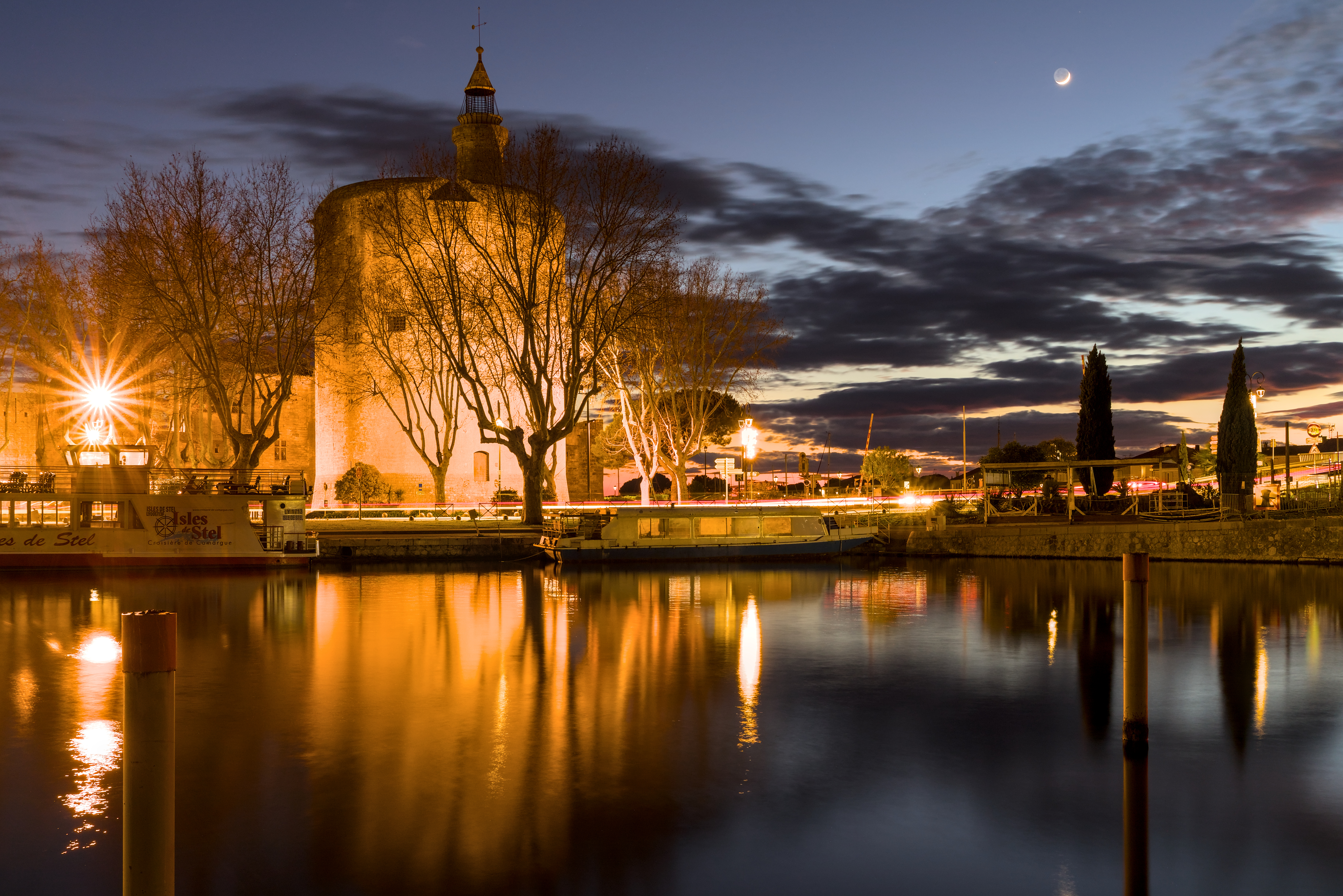
La tour se reflétant dans le canal du Rhône à Sète au coucher du soleil.